# Pillerton Priors
Pillerton Priors – wieś i civil parish w Anglii, w Warwickshire, w dystrykcie Stratford-on-Avon. W 2011 civil parish liczyła 294 mieszkańców. Pillerton Priors jest wspomniana w Domesday Book (1086) jako Pilardetune.